# Jose Mukala
Jose Mukala (* 18. August 1948 in Kaveekunnu) ist Altbischof von Kohima.

## Leben
Jose Mukala empfing am 10. April 1978 die Priesterweihe.
Papst Johannes Paul II. ernannte ihn am 24. Oktober 1997 zum Bischof von Kohima. Der Erzbischof von Imphal, Joseph Mittathany, weihte ihn am 15. März des folgenden Jahres zum Bischof; Mitkonsekratoren waren Thomas Menamparampil SDB, Erzbischof von Guwahati, und Tarcisius Resto Phanrang SDB, Erzbischof von Shillong.
Von seinem Amt trat er am 30. Oktober 2009 zurück.